# Politologia obliczeniowa
Politologia obliczeniowa – dziedzina nauk politycznych używająca metod obliczeniowych takich jak uczenie maszynowe. Opiera się na analizie dużych zbiorów danych oraz symulacjach komputerowych.

## Metody i źródła danych
Najczęstszymi źródłami danych używanych w politologii obliczeniowej są portale społecznościowe, zapisy debat politycznych oraz konsultacji publicznych. Analiza sieci społecznych jest często wykorzystywana do modelowania i analizowania danych z portali społecznościowych, gdzie węzły na grafie reprezentują indywidualnych użytkowników, a krawędzie reprezentują różne formy interakcji między użytkownikami. Metody przetwarzania języka naturalnego są wykorzystywane do analizy danych tekstowych, takich jak teksty postów z mediów społecznościowych i zapisy debat politycznych. Przykładowo, analiza wydźwięku może być wykorzystywana do analizowania opinii użytkowników mediów społecznościowych na temat partii politycznych lub kandydatów. Innym przykładem jest wykorzystanie przetwarzania języka naturalnego do automatycznego porównywania rządowych dokumentów opisujących polityki publiczne. Różne algorytmy uczenia maszynowego są wykorzystywane do analizy stronniczości źródeł wiadomości i przynależności politycznej użytkowników sieci społecznościowych. Modele obliczeniowe są często wykorzystywane do badania zachowań związanych z polityką takich jak polaryzacja lub myślenie ideologiczne.